# Ammophila hurdi
Ammophila hurdi är en biart som beskrevs av Menke 1964. Ammophila hurdi ingår i släktet Ammophila och familjen grävsteklar. Inga underarter finns listade i Catalogue of Life.